# Cápsula blanda

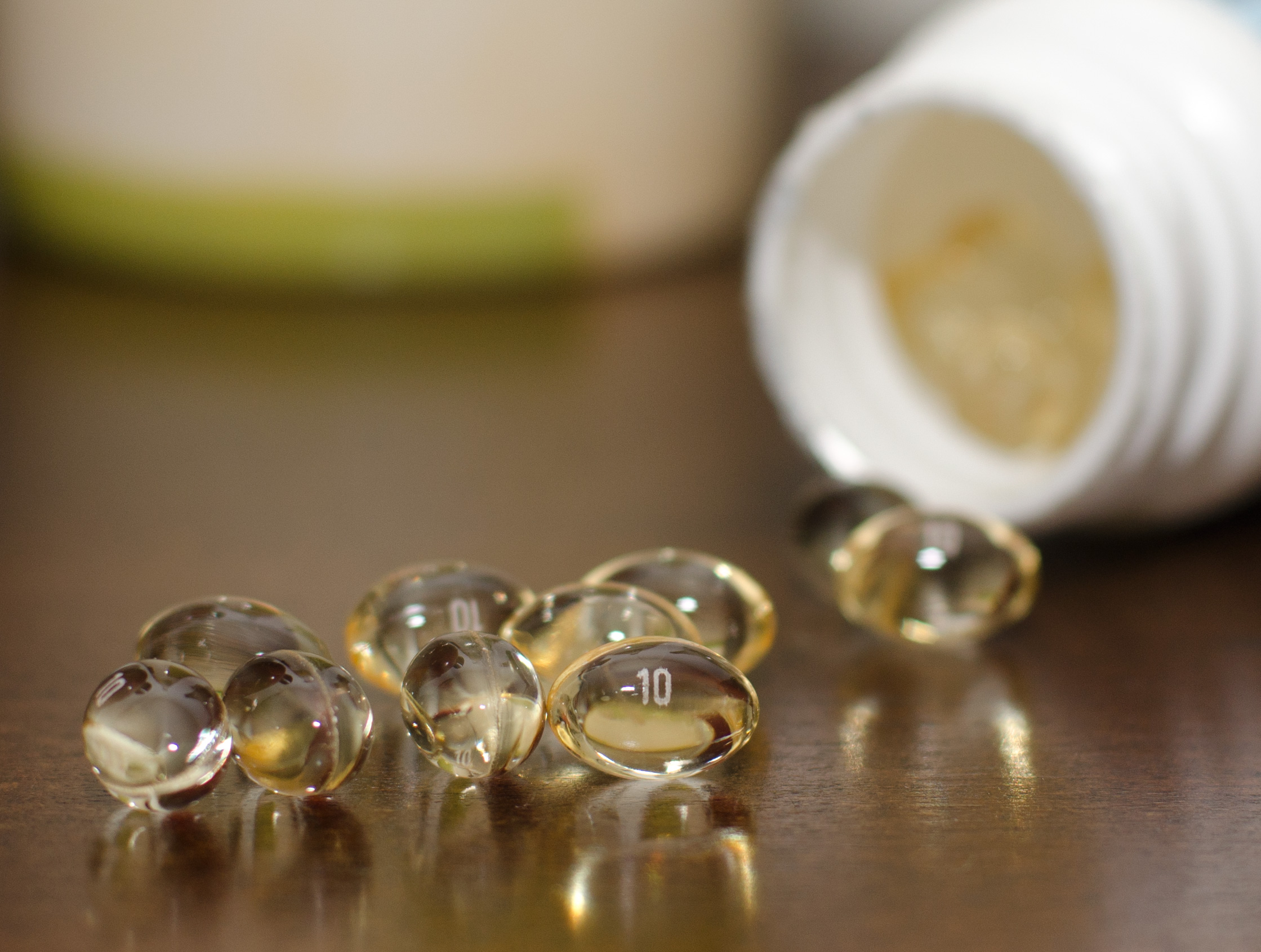
Ejemplo de cápsulas blandas

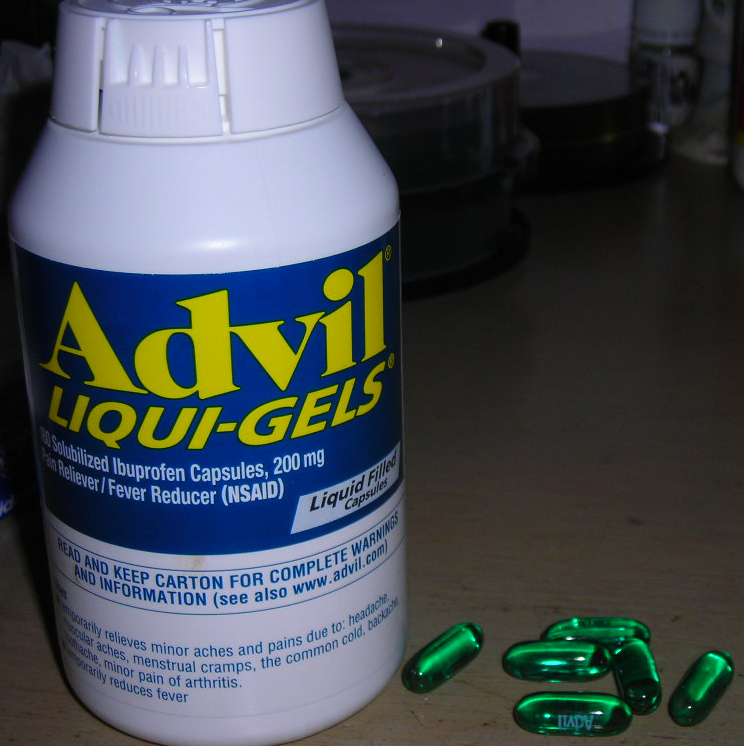
Cápsulas blandas de Advil

Una cápsula blanda es una forma farmacéutica oral de medicamentos en forma de cápsula especializada. Consiste en una cubierta a base de gelatina que guarda un relleno líquido. Las cápsulas blandas se fabrican a partir de una mezcla de gelatina, agua, opacificador y un plastificante como glicerina o sorbitol.
Las cápsulas blandas se producen usando el proceso de encapsulación de matriz rotativa creado por el inventor Robert Pauli Scherer. Este se ha descrito como un proceso de formación→rellenado→sellado. La maquinaria usada fabrica dos cintas planas de material de cubierta que se unen sobre un juego doble de troqueles giratorios. Los troqueles contienen muescas del tamaño y la forma deseados, que cortan las cintas de forma bidimensional y crean un sello en la parte externa. Una bomba suministra la dosis exacta del producto por medio de una boquilla integrada en una cuña cuya punta se encuentra entre las dos cintas, entre dos cavidades de matriz en el punto de corte. La cuña se calienta para permitir el proceso de sellado. La inyección hace que las dos cintas se extiendan hacia las cavidades de la matriz, dando como resultado el producto terminado tridimensional. Después de la encapsulación, las cápsulas blandas se dejan secar durante un periodo de dos días a dos semanas, de acuerdo al tipo de producto.
A partir la década de 1990, los fabricantes han podido sustituir la gelatina en la cubierta por otros polímeros de materiales como el almidón y el carragenano.
La compañía Catalent Pharma Solutions es el actual propietario de la tecnología RPScherer. 